# Время обнажиться
«Время обнажиться» (англ. The Naked Time) — четвёртый эпизод первого сезона научно-фантастического телевизионного сериала «Звёздный путь». Впервые был показан 29 сентября 1966 года на телеканале NBC.

## Сюжет
«Энтерпрайз» высаживает десантную группу на научно-исследовательскую станцию на планете Пси-2000. Группа находит шесть мёртвых человек. Обстоятельства их смерти не ясны, однако при этом системы жизнеобеспечения отключены и всё внутри станции покрыто инеем.
Один из членов экипажа, Джо Тормолен, неосторожно снимает перчатку и заражается странной красной жидкостью. Когда группа возвращается на корабль, МакКой, проведя исследования десантников, сообщает, что они все здоровы. Однако чуть позже, Тормолен начинает действовать несколько необычно. Он угрожает лейтенанту Сулу ножом, затем пытается покончить с собой, но успевает только порезаться. Его доставляют, в медотсек, и позже Тормолен умирает. Доктора МакКоя это обстоятельство ставит в тупик: рана была не серьёзной и причиной смерти, похоже, стало полное отсутствие желания жить.
Необычное происшествие с Тормоленом начинает влиять на остальной экипаж. Люди начинают вести себя необычно, выдвигая на передний план своего характера тайные желания и стремления, которые с каждой минутой возрастают и, в результате занимают главенствующую позицию в поведении. МакКой не находит ничего подобного в дневниках экспедиции с Пси 2000.

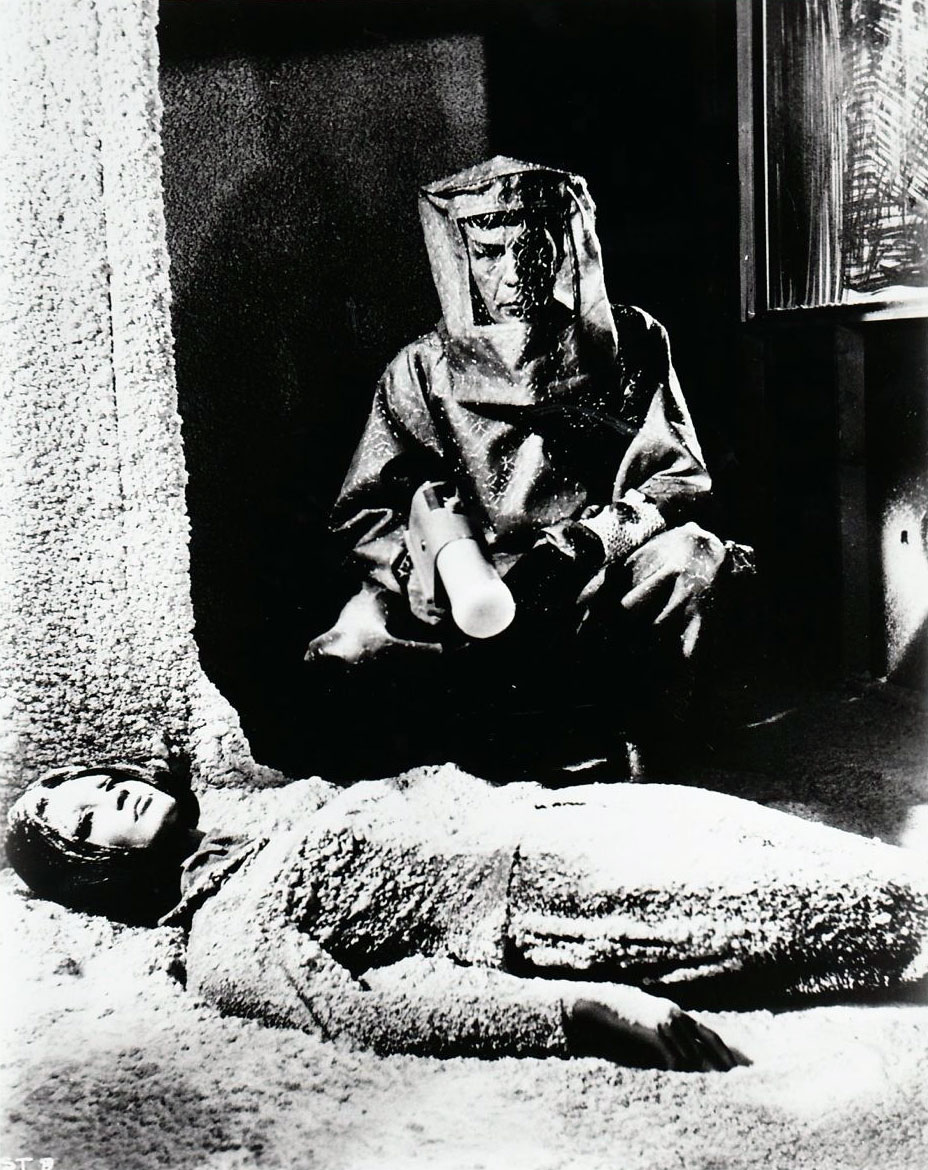
Кадр со съёмок, 1966.

Вирус распространяется. Так, Сулу покинув мостик, начинает бегать по палубам корабля, размахивая шпагой, вызывая каждого встречного на дуэль. Навигатор, лейтенант Кевин Райли объявляет себя капитаном «Энтерпрайза», запирается в машинном отделении, где находится запасной пульт управления кораблём, переключает управление «Энтерпрайзом» на себя. В результате корабль ложится в дрейф и начинает падать на планету.
Медсестра Чапел признаётся в глубоких чувствах Споку, но тот отвергает её. Вулканец сам демонстрирует беспокойство, начинает бесконтрольно плакать. Вирус подействовал и на капитана Кирка. Сначала он становится чрезмерно романтическим по отношению к «Энтерпрайзу» и экипажу, затем начинает бояться потери способности командовать им.
Доктору МакКою удалось избежать заражения. Он работает на пределе, и его работа увенчалась успехом. Вирус обнаружился в воде. Под действием неких сил вода изменила свои свойства и стала действовать подобно спирту, замораживающему центры решения и автоконтроля. Разработать противоядие оказалось делом техники.
Когда порядок на «Энтерпрайзе» был восстановлен, появились проблемы с двигателем. Их нужно перезапустить, но нечем. Тем временем звездолёт продолжает падать на планету, капитан Кирк вынужден рискнуть отключением силового экрана и смешиванием материи и антиматерии в холодном состоянии. Чтобы предохранить двигатели от взрыва, они должны сделать всё вручную, но этого никто и никогда прежде не совершал. Вероятность взрыва и гибели всего корабля была крайне высока.
И, хотя авантюрный замысел увенчался успехом, проделанное отсылает «Энтерпрайз» на чуть больше 70 часов назад во времени. Спок замечает, что теперь, когда формула сработала, они могут возвращаться назад во времени на любой планете.

## Создание
Изначально эпизод должен был состоять из двух частей (подобно эпизоду «Зверинец»), первая часть должна была кончиться в тот момент, когда экипаж с кораблём перемещаются во времени. Но позже сценарий был пересмотрен и разделён на две независимые части. Вторая часть стала самостоятельным эпизодом «Завтра — это вчера».

## Отзывы
В 1967 году эпизод был номинирован на Премию Хьюго в номинации «Лучшая постановка».
Джордж Такеи (игравший Хикару Сулу) неоднократно упоминал, что это его любимый эпизод в сериале. Он посвятил ему целую главу в своей автобиографии.
В 2016 году The Hollywood Reporter поставил эпизод на 24-е место среди лучших телевизионных эпизодов всех телевизионных франшиз «Звёздный путь», включая живые выступления и мультсериалы, но не считая фильмы.

## Ремастеринг
В 2006 году эпизод, как и все другие, подвергся ремастерингу в честь сорокалетия сериала. Помимо улучшенных видео и аудио, а также компьютерной модели «Энтерпрайза», в этом эпизоде:
- Поверхность планеты Пси-2000 была полностью перерисована и стала более реалистичной.
- Компьютерная прорисовка луча от фазера Скотти.
- При вхождении звездолёта в атмосферу планеты по его краям появились языки пламени.
- Старый механический хронограф был заменён современным цифровым.

## Прочая информация
- Эпизод, в котором в сериале впервые появляется персонаж Кристин Чапел.